# Jean-Joseph Melchior Dabadie de Bernet
 (février 2022).
Pour les autres membres de la famille, voir Jean Melchior Dabadie de Bernet.
Pour les articles homonymes, voir Bernet.
Jean-Joseph Melchior d'Abadie, dit Dabadie de Bernet (né à Castelnau-Magnoac le 31 janvier 1760, où il est mort le 8 mai 1844), était un officier du génie militaire sous le Premier Empire.

## Biographie
Comme son oncle (son frère), Jean Melchior Dabadie de Bernet, Jean-Joseph Melchior fut élève sous-lieutenant à l'École du génie de Mézières le 1er janvier 1779], il en sortit aspirant (Lieutenant en second) le 1er janvier 1781, et passa lieutenant en premier le 15 mai 1785, et capitaine le 1er avril 1791.
L'année suivante, il fut employé à l'armée des Alpes, où il dirigea tous les travaux exécutés pour assurer la retraite de la division de Maurienne et la marche de cette division lorsqu'elle reprit l'offensive. Pendant les campagnes de 1793 et de l'an II, il se trouva aux différentes attaques du Mont-Cenis, et fut chargé des travaux qu'on y fit, pour s'y maintenir, au commencement de l'an III.
Il rejoignit l'armée des Pyrénées-Orientales, et fut nommé chef de bataillon sous-directeur le 7 brumaire an IV.
Employé en cette qualité dans l'Intérieur de l'an IV à l'an VII, il fit partie de l'armée d'Italie pendant les ans VIII et IX, assista à la défense du pont du Var, et commanda le génie au passage du Mincio et au siège de Peschiera.
Membre de la Légion d'honneur le 25 prairial an XII, il continua de servir dans les directions jusqu'à la fin de 1807.
Envoyé en Espagne en 1808, il se trouva au premier siège de Saragosse, où il commanda le génie à l'attaque de gauche, mais forcé par le mauvais état de sa santé de rentrer en France, il obtint sa retraite le 3 janvier 1812, et se retira à Castelnau, où il mourut.

## Armoiries
| Figure | Blasonnement |
|        | Armes des d'Abadie de Bernet D'or, à l'arbre de sinople au lévrier de gueules coleté d'argent attaché au tronc par une chaine du même et un chef d'azur. DeviseOmnia pro Deo permitta. |